# Japan Soccer League Cup 1976
Thống kê về JSL Cup mùa 1976.

## Tổng quan
Có 20 đội tham dự, Hitachi giành ngôi vô địch.

## Kết qyar

### Đông-A
|                   | Mitsubishi Motors | Điện Furukawa | Yomiuri | Nippon Kokan | Kim loại Sumitomo |
| Mitsubishi Motors | -                 | 1-1           | 2-1     | 1-0          | 5-0               |
| Điện Furukawa     | 1-1               | -             | 0-4     | 3-2          | 6-0               |
| Yomiuri           | 1-2               | 4-0           | -       | 1-3          | 1-1               |
| Nippon Kokan      | 0-1               | 2-3           | 3-1     | -            | 2-3               |
| Kim loại Sumitomo | 0-5               | 0-6           | 1-1     | 3-2          | -                 |

### Đông-B
|                     | Hitachi | Công nghiệp Fujita | Fujitsu | Kofu | Điện Furukawa Chiba |
| Hitachi             | -       | 1-1                | 1-1     | 6-0  | 4-0                 |
| Công nghiệp Fujita  | 1-1     | -                  | 4-0     | 0-1  | 6-0                 |
| Fujitsu             | 1-1     | 0-4                | -       | 5-1  | 4-0                 |
| Kofu                | 0-6     | 1-0                | 1-5     | -    | 1-1                 |
| Điện Furukawa Chiba | 0-4     | 0-6                | 0-4     | 1-1  | -                   |

### Tây-A
|                   | Công nghiệp Eidai | Toyota Motors | Yanmar Diesel | Dược Tanabe | Kyoto Shiko |
| Công nghiệp Eidai | -                 | 2-0           | 2-1           | 2-1         | 3-1         |
| Toyota Motors     | 0-2               | -             | 1-0           | 5-2         | 1-1         |
| Yanmar Diesel     | 1-2               | 0-1           | -             | 1-1         | 1-0         |
| Dược Tanabe       | 1-2               | 2-5           | 1-1           | -           | 3-1         |
| Kyoto Shiko       | 1-3               | 1-1           | 0-1           | 1-3         | -           |

### Tây-B
|                  | Công nghiệp Toyo | Honda | Yanmar Club | Teijin | Thép Nippon |
| Công nghiệp Toyo | -                | 2-2   | 3-1         | 1-0    | 0-0         |
| Honda            | 2-2              | -     | 0-0         | 2-1    | 1-1         |
| Yanmar Club      | 1-3              | 0-0   | -           | 0-0    | 1-0         |
| Teijin           | 0-1              | 1-2   | 0-0         | -      | 3-2         |
| Thép Nippon      | 0-0              | 1-1   | 0-1         | 2-3    | -           |

### Tứ kết
- Mitsubishi Motors 2-0 Honda
- Công nghiệp Eidai 2-1 Công nghiệp Fujita
- Hitachi 2-1 Toyota Motors
- Công nghiệp Toyo 1-3 Điện Furukawa

### Bán kết
- Mitsubishi Motors 0-1 Công nghiệp Eidai
- Hitachi 1-1 (PK 2-0) Điện Furukawa

### Chung kết
- Công nghiệp Eidai 0-1 Hitachi

Hitachi giành chức vô địch